# Partyzancka Kolonia
Partyzancka Kolonia – kolonia w Polsce, położona w województwie lubelskim, w powiecie chełmskim, w gminie Wojsławice.
17 kwietnia 1944 r. w trakcie walk partyzantów z oddziałami niemiecko-ukraińskimi wieś została spalona. Od tego momentu nazywa się Partyzancka Kolonia. Wcześniej Wojsławice Kolonia. W latach 1975–1998 kolonia administracyjnie należała do województwa chełmskiego.
Wieś jest sołectwem w gminie Wojsławice. 